# Frans van der Meer
Frans van der Meer (ur. w 1681, zm. w 1743) – holenderski dyplomata. 
Piastował wysokie stanowiska miejskie w mieście Lejda.  W latach 1724–1743 był ambasadorem Holandii w Madrycie.
Jego ojcem był Albert van der Meer, również dyplomata (1659-1713).